# Scheffelhalle

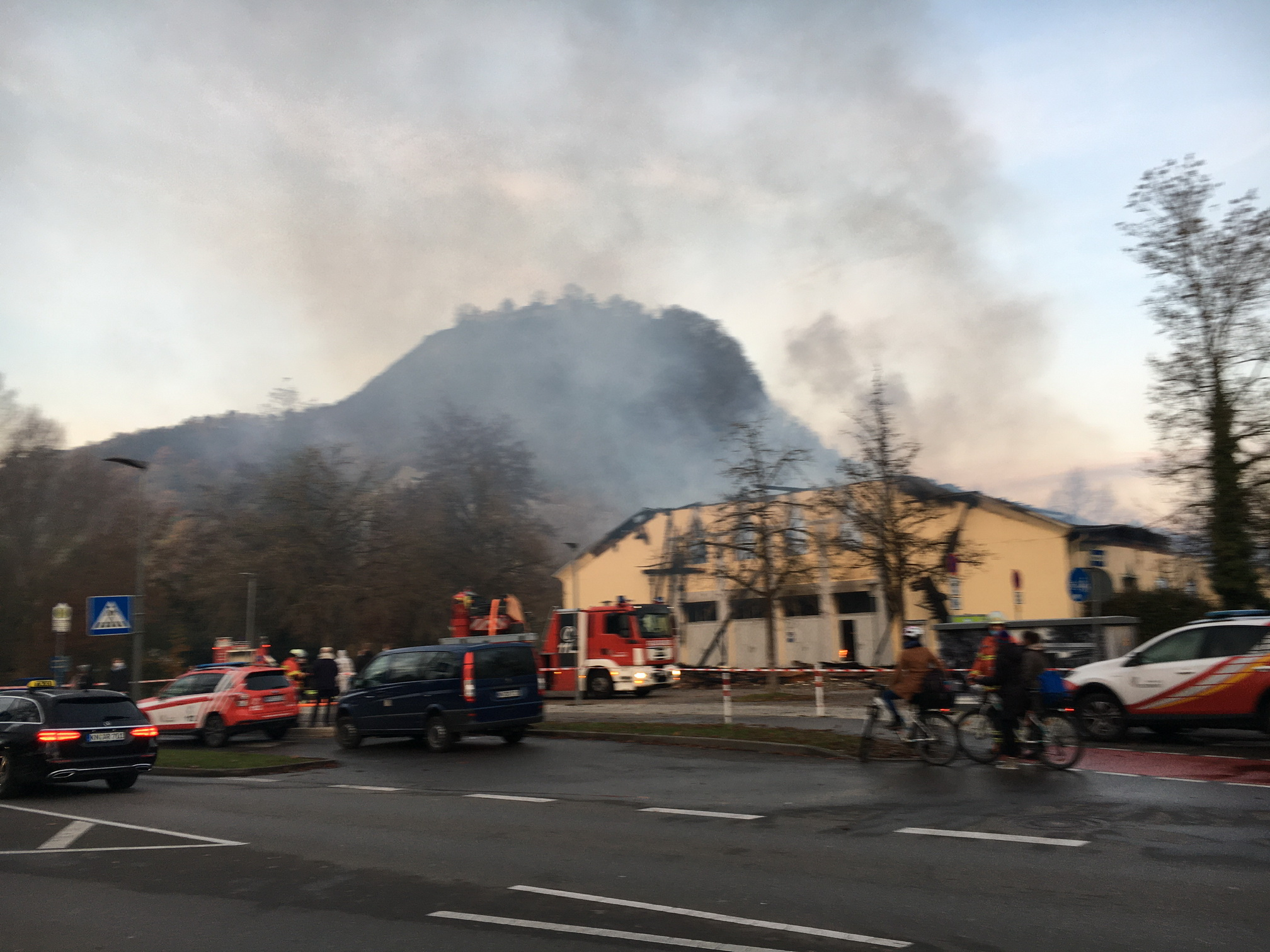
Scheffelhalle nach dem Brand am Morgen des 17. November 2020

Die Scheffelhalle war ein denkmalgeschütztes Gebäude in der Stadt Singen (Hohentwiel) in Baden-Württemberg. Sie wurde 1925 als provisorischer Bau für ein großes Sängerfest gebaut und galt als „ausgeprägter Vertreter der expressionistischen Architektur“. Sie wurde nach dem Schriftsteller und Dichter Joseph Victor von Scheffel benannt, dessen Roman „Ekkehard“ auf dem Singener Hausberg Hohentwiel spielt. Der Festsaal hatte ohne Galerie und Bühne eine Fläche von 950 Quadratmetern.
Die Halle brannte in der Nacht zum 17. November 2020 nieder.

## Vorgeschichte und die Festspielhalle Singen
Joseph Victor von Scheffel, der in Karlsruhe lebte und später auch eine Villa bei Radolfzell besaß, besuchte häufiger und gerne die Stadt Singen, wo er u. a. im April und Mai 1854 an seinem Roman Ekkehard schrieb.
Zu seinem Gedenken wurde in Singen bereits 1906 die Hohentwiel-Festspiele ins Leben gerufen, für deren Vorführungen eine eigene Festspielhalle (Koordinaten: 47° 45′ 32″ N, 8° 49′ 35,4″ O) auf der Schanz errichtet wurde, die bereits 1918 wegen Baufälligkeit abgerissen werden musste. Diese war vom Stuttgarter Architekten Wilhelm Albert Bauder geplant worden und war im Stile einer mittelalterlichen Burg gestaltet. Sie befand sich gegenüber dem Hegau-Bodensee-Klinikum südöstlich des 1903 im neoromanischen Stil erbauten Wasserreservoires, in dem sich seit der Landesgartenschau 2000 die Rauminstallation „Brunnenstube“ von Roman Signer befindet.
Zuvor hatte sich, beflügelt vom wirtschaftlichen Wachstum der Stadt, am 20. September 1905 ein Festspielkomitee gegründet, das den Bau einer Festspielhalle auf der Singener Schanz vorantrieb. Das Komitee, dem einflussreiche und wohlhabende Bürger der Hegau-Bodensee-Gemeinden angehörten, wollte in Singen Festspiele organisieren, wie sie bereits in Bayreuth, Salzburg oder Oberammergau aufgeführt wurden. Man entschied sich, wegen der unsicheren Witterung für den Bau eines Festspielhauses, das auf einer geneigten Fläche der Singener Schanz beim damaligen Wasserreservoir gebaut werden sollte. Die Festspielhalle wurde ab Februar 1906 errichtet und war 72 Meter lang und 37 Meter breit. Sie verfügte über 2040 Sitzplätze, eine Bühne für 500 Akteure, Ankleideräume, elektrisches
Licht und einen eigenen Pferdestall.
Am 3. Juni 1906 wurde die Festspielhalle mit dem mittelalterlichen Schauspiel „Unter der Reichssturmfahne“ eingeweiht, das aus einer losen aneinandergereihten Folge von Szenen aus der deutschen Geschichte zwischen 798 und 1273 bestand. Autor und zugleich Regisseur war Rudolf Lorenz (1866–1930), der mit über 500 Laiendarstellern aus der Singener Bevölkerung das Stück einstudierte.
Die neuen Festspiele waren in den ersten beiden Jahren für die Veranstalter finanziell nicht erfolgreich und so wurden bis 1913 nur noch Einzelveranstaltungen durchgeführt. Schon im ersten Jahr war das Defizit durch schlechte Besucherzahlen erheblich gewesen: Es wurden 94.090 Mark eingenommen und trotz der ehrenamtlichen Akteure auf der Bühne 209.092 Mark ausgegeben. Nach dem Ausbruch des Ersten Weltkrieges löste sich das Festspielkomitee am 1. März 1915 auf und es fanden nur noch einzelne Veranstaltungen statt. Bei den 1916 aufgeführten Passionsfestspielen war die Halle das erste Mal ausverkauft. Der andauernde Krieg, die steigende Inflation und die schlechte Bausubstanz der Festspielhalle führten 1918 zu deren Abbruch.
1922 konnte man die Festspieltradition wieder aufnehmen. Die Freilichtaufführungen fanden nun im Festungsbereich des Hohentwiel selbst statt. Die Eugensbastion mit dem Rondell Augusta diente als beeindruckende Bühnenkulisse. Bis zu ihrem Ende im Jahr 1939 wurden bei den Hohentwielfestspielen Werke von Schiller, Goethe, Shakespeare, Hofmannsthal, Gerhart Hauptmann und Friedrich Wolf aufgeführt. Der Publikumsliebling unter allen Aufführungen war eine Bühnenfassung von Scheffels Ekkehard, die auch nach dem Zweiten Weltkrieg unregelmäßig auf dem Hohentwiel gespielt wurde.

## Geschichte der Scheffelhalle
Nach dem Abriss der Festspielhalle gab der Männergesangverein 1859 e.V. 1921 mit Entwürfen von Architekt Albert Hug neue Impulse für den Bau eines neuen Konzerthauses, da Singen zu dieser Zeit über kein größeres Veranstaltungsgebäude verfügte. Den Bauentwürfen des bald als „Scheffelhaus“ bezeichneten Projektes, stand das prüfende Bezirksamt in Konstanz ablehnend gegenüber, da die Inflation die Baupreise in astronomische Höhen schnellen ließen und eine Realisierung unfinanzierbar erschien.
1925 war der Männergesangverein Veranstalter des 10. Hegau-Sängerbundfestes für dessen Durchführung eine Veranstaltungshalle benötigt wurde. Die Scheffelhalle wurde innerhalb von drei Monaten als provisorischer Bau errichtet, in dem an Pfingsten 1925 insgesamt 57 Vereine mit 2550 Sängern das Sängerfest feierten. Das Fest geriet zu einer Hommage an Joseph Victor von Scheffel u. a. durch einen Festumzug vor 30.000 Gästen mit Szenen aus Scheffels Werken.
Im Zweiten Weltkrieg diente das Gebäude zeitweise zur Aufbahrung der Singener Opfer von Bombenangriffen und als Lazarett.
Bis 2020 wurde die Halle für Veranstaltungen für bis zu 1600 Besucher genutzt, besonders für die Singener Fasnacht, aber auch für Sportveranstaltungen, große Hochzeitsfeiern und kleinere Publikumsmessen. Bei einer Fastnachtsitzung 1960 wurde hier Kurt Georg Kiesinger, Ministerpräsident Baden-Württemberg, vom Stockacher Narrengericht verurteilt. In den 1970er- und 1980er-Jahren fanden auch viele Rock- und Pop-Konzerte in der Halle statt. So traten zum Beispiel Queen, AC/DC, Fehlfarben und Ulla Meinecke dort auf.

## Brand im November 2020
In der Nacht zum 17. November 2020 löste um 0:58 Uhr die installierte automatische Brandmelderanlage der Scheffelhalle Alarm aus. Bereits vor dem Ausrücken der Feuerwehr teilte die Integrierte Leitstelle Konstanz mit, dass es sich um eine Rauchentwicklung handelt. Schon auf der Anfahrt des Löschgruppenfahrzeugs LF 20/16 konnte ein Feuerschein festgestellt werden. Kurze Zeit später wurde für die Freiwillige Feuerwehr Singen Vollalarm ausgelöst, außerdem rückten die zwei Abteilungen Friedingen und Beuren an der Aach sowie eine weitere Drehleiter der Freiwilligen Feuerwehr Rielasingen-Worblingen an.
Innerhalb kürzester Zeit breitete sich das Feuer auf den gesamten Holzdachstuhl aus. Im Verlauf des Einsatzes stürzten das Dach sowie die Giebel auf der Nord- und Südseite ein. Die Brandbekämpfung erfolgte über zwei Drehleitern aus Singen und Rielasingen-Worblingen sowie über zahlreiche C und B Rohre im Außenangriff.
Ein Übergreifen des Feuers auf umliegende Objekte konnte verhindert werden. Die Zerstörung der Scheffelhalle selbst konnte jedoch, trotz des schnellen Einsatzes der Feuerwehren, nicht mehr abgewendet werden. Sie fiel den Flammen zum Opfer. Noch in der Nacht nahm die Kriminalpolizei Ermittlungen zur Brandursache auf. Ein ehemaliger Angehöriger der freiwilligen Feuerwehr gestand im November 2021, einen Altpapiercontainer an der Halle angezündet zu haben.